# Kafana Đidin à Murgaš
La kafana Đidin à Murgaš (en serbe cyrillique : Ђидина кафана у Мургашу ; en serbe latin : Đidina kafana u Murgašu) se trouve à Murgaš, dans la municipalité de Ub et dans le district de Kolubara en Serbie. Elle est inscrite sur la liste des monuments culturels protégés de la république de Serbie (identifiant no SK 1605),,.

## Présentation

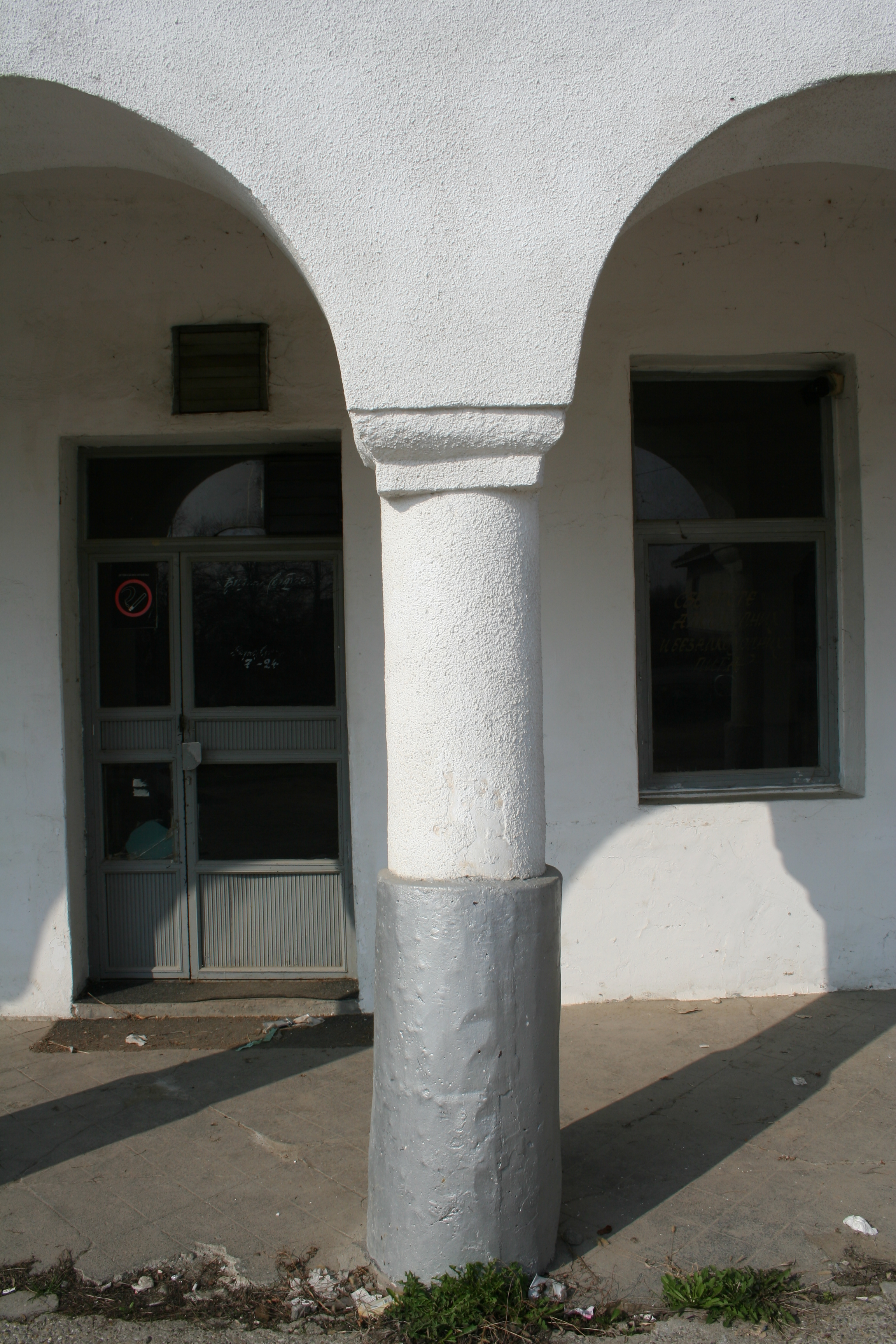
Détail du porche d'entrée.

La kafana, qui se trouve sur le côté gauche de la route Ub-Valjevo, a été construite au XIXe siècle, sur le modèle des tavernes serbes de cette époque. Cette « mehana » (taverne), connue aujourd'hui sous le nom de « Didina kafana », était connue jusqu'en 1988-1989 sous le nom de « Kladnica », d'après la rivière Kladnica qui passe à proximité.
Le bâtiment, de plan rectangulaire, mesure 18,90 m sur 13,25 m. Il s'élève sur des fondations en pierres et est constitué de matériaux solides. L'entrée est située sous un porche-galerie doté de six ouvertures en plein cintre ; ce porche fait partie de l'édifice et est soutenu par des colonnes qui étaient autrefois en bois. Le toit en croupe est recouvert de tuiles et il surmonte une corniche. Les angles du bâtiment sont ornés de pilastres.
Les recherches portant sur les premiers lieux de socialisation publique dans les villages ont montré qu'il s'agissait des tavernes, des cafés ou des auberges ; ces établissements accueillaient les voyageurs mais permettaient aussi aux habitants de se rassembler pour évoquer leurs problèmes communs ou pour se transmettre des informations. Les hommes y passaient une partie de leur temps libre, surtout pendant l'hiver. La construction de ces tavernes a été réglementée par décret en 1861 puis en 1864, avec des précisions apportées en 1878 et 1879 sur la manière et les lieux où elles devaient être construites. Les sources écrites mentionnent un grand nombre de ces tavernes, dans les villages ou le long des routes, existant au XIXe siècle dans cette partie de la Serbie ; en revanche, la plupart de ces établissements ont aujourd'hui disparu, ce qui donne une importance particulière à la kafana Đidin de Murgaš qui a conservé son état d'origine.